# 무룡로
무룡로(Muryong-ro)는 울산광역시 북구 연암동 상방사거리에서 북구 정자동을 잇는 울산광역시의 도로이다.

## 주요 경유지
울산광역시
- 북구 (효문동 · 강동동)

## 노선
| 이름                       | 접속 노선                          | 소재지              | 소재지              | 소재지                  | 비고                |
| 북부순환도로와 직결        | 북부순환도로와 직결                | 북부순환도로와 직결 | 북부순환도로와 직결 | 북부순환도로와 직결     | 북부순환도로와 직결 |
| -------------------------- | ---------------------------------- | ------------------- | ------------------- | ----------------------- | ------------------- |
| 상방사거리                 | 국도 제7호선 (산업로)              | 울산광역시          | 북구                | 효문동                  | 국도 제31호선 구간  |
| 북구청남문                 |                                    | 울산광역시          | 북구                | 효문동                  | 국도 제31호선 구간  |
| 상방광장                   | 상방로 효암로                      | 울산광역시          | 북구                | 효문동                  | 국도 제31호선 구간  |
| 연암버스종점               |                                    | 울산광역시          | 북구                | 효문동                  | 국도 제31호선 구간  |
| 연암IC 교차로              | 오토밸리로                         | 울산광역시          | 북구                | 효문동                  | 국도 제31호선 구간  |
| 연암배면 교차로            | 무룡1로                            | 울산광역시          | 북구                | 효문동                  | 국도 제31호선 구간  |
| 상연암입구                 | 상연암길                           | 울산광역시          | 북구                | 효문동                  | 국도 제31호선 구간  |
| (이름 없음)                | 모듈화산업로                       | 울산광역시          | 북구                | 효문동                  | 국도 제31호선 구간  |
| 연암 교차로 (무룡고개입구) | 국도 제31호선 (울산 ~ 강동간 도로) | 울산광역시          | 북구                | 효문동                  | 국도 제31호선 구간  |
| 무룡고개                   |                                    | 울산광역시          | 북구                | 효문동                  |                     |
|                            | 강동동                             | 울산광역시          | 북구                |                         |                     |
| 정명 교차로                | 국도 제31호선 (울산 ~ 강동간 도로) | 울산광역시          | 북구                | 효문동 방면만 진출 가능 |                     |
| 신현 교차로                | 국도 제31호선 (울산 ~ 강동간 도로) | 울산광역시          | 북구                |                         |                     |
| 남정자 교차로              | 산음5길                            | 울산광역시          | 북구                |                         |                     |
| (이름 없음)                | 지방도 제1027호선 (동해안로)       | 울산광역시          | 북구                |                         |                     |

## 주요 건물 및 시설
- 세븐일레븐 울산연무무룡점 (울산광역시 북구 무룡로 68)
- GS칼텍스 연암제일주유소 (울산광역시 북구 무룡로 76)
- SK에너지 형제주유소 (울산광역시 북구 무룡로 90)
- 강동동 행정복지센터 (울산광역시 북구 무룡로 1096)
- 한국타이어 창성모터스 (울산광역시 북구 무룡로 1113)
- GS25 정자사거리점 (울산광역시 북구 무룡로 1123)